# Zagorica nad Kamnikom
Zagorica nad Kamnikom je naselje v Občini Kamnik.

## Zgodovina
V arhivskih zapisih se kraj prvič omenja leta 1330. Tega leta je namreč kamniški meščan Marin Vlah prodal gornjegrajskemu opatu Leopoldu svojo kmetijo v Zagorici obenem s kmetom Jurijem Stoparjem. V samostanskem urbarju iz 1426 sta v kraju  »Za Gorico« našteta dva kmeta. Neki Jakob iz Zagorice pa je imel leta 1444 v fevdu kmetijo v Godiču, ki je služila s tlako in žitom deželnemu glavarju na Kranjskem.

## Galerija slik
- Pogled na del naselja Zagorica nad Kamnikom